# Eucinostomus dowii
Eucinostomus dowii és una espècie de peix pertanyent a la família dels gerrèids.

## Descripció
- Pot arribar a fer 20 cm de llargària màxima (normalment, en fa 12).
- Cos fusiforme, comprimit i argentat amb tons iridescents de color verd.[6][7]

## Hàbitat
És un peix marí i d'aigua salabrosa, demersal i de clima tropical.

## Distribució geogràfica
Es troba al Pacífic sud-oriental: des de Panamà fins al Perú, incloent-hi les illes Galápagos.

## Observacions
És inofensiu per als humans.